# Liste der Burgen, Schlösser, Ansitze und wehrhaften Stätten im Bezirk Spittal an der Drau
Diese Liste nennt die Burgen, Schlösser, Ansitze und wehrhaften Stätten im Bezirk Spittal an der Drau in Kärnten.

## Erklärung zur Liste
- Name: Name der Anlage.
- Gemeinde: Zeigt an, in welcher Gemeinde das Gebäude steht.
- Lage: Zeigt die Geokoordinaten an.
- Typ: Es wird der Gebäudetyp angegeben, wie Burg, Festung, Schloss, Gutshof, Wehrkirche, Wallanlage.
- Geschichte: geschichtlicher Abriss
- Zustand: Beschreibung des heutigen Zustands bzw. der Verwendung.
- Bild: Zeigt wenn möglich ein Bild des Gebäudes an.
- Denkmalschutz: führt zum Eintrag in der Denkmalliste.

## Liste
| Name                                                              | Gemeinde                     | Lage            | Typ                     | Geschichte | Zustand | Bild | Denkmalschutz |
| ----------------------------------------------------------------- | ---------------------------- | --------------- | ----------------------- | --- | --- | ---- | --- |
| Gut Aichenegg                                                     | Winklern                     | Lage            | Gutshof                 | ab 1688 erwähnt als Sitz der Mauteinnehmer, später Gasthof, dann Gericht. | umgebaut erhalten; bewohnt.                                                                                |      | nein |
| Wehrkirche Altersberg                                             | Trebesing                    | Lage            | Wehrkirche              | kleine ehemalige Wehrkirche, im 13. Jahrhundert errichtet. 1780 aufgelassen. | Wehranlagen abgekommen; Kirche instand gesetzt und als Evangelische Kirche genutzt.                        |      | 34154 |
| Befestigung Baldersdorf                                           | Spittal an der Drau          | Lage            | Feste?                  | Archäologisch Rundkirche aus 11. Jahrhundert und Befestigung nachgewiesen. | |      | 113570 |
| Turm Baldramsdorf                                                 | Baldramsdorf                 | ungefähnre Lage | Turm                    | im 12. Jahrhundert erwähnt; im 15. Jahrhundert schon verfallen. | verschollen                                                                                                |      | nein |
| Wehrkirche Baldramsdorf                                           | Baldramsdorf                 | Lage            | Wehrkirche              | spätgotische Wehrkirche (1522 vollendet) mit älterem Turm; Turm im 19. Jahrhundert abgebrannt und stark verändert.                                                                        | Befestigung abgekommen.                                                                                    |      | 61423 |
| Burg Berg                                                         | Berg im Drautal              | Lage            | Burg                    | aus dem 10./11. Jahrhundert? | völlig zerfallen; nordwestlich Graben erkennbar.                                                           |      | nein |
| Wehrkirche Berg                                                   | Berg im Drautal              | Lage            | Wehrkirche              | Kirche spätgotisch ausgebaut und befestigt (Wehr-Obergeschoß mit Schießscharten und -fenstern und darüberliegendem Wehrgang). 1851 neues Gewölbe.                                         | Teile der Befestigung erhalten (Wehrgang, Schlüsselscharten).                                              |      | 61426 |
| Burgbichl Pfliegl                                                 | Irschen                      | Lage            | Turm                    | spätantike Höhensiedlung. | Mauerreste eines Turms; Hangstufen. seit 2016 umfangreiche Ausgrabungen.                                   |      | nein |
| Burgegg (bei Irschen)                                             | Irschen                      | Lage?           |                         | | terrassierte Kuppe.                                                                                        |      | nein |
| Burgstall (im Liesertal)                                          | Krems in Kärnten             | ungef. Lage     | Burgstall               | spätantikes Kastell? | |      | nein |
| Burgstall (bei Reintal)                                           | Winklern                     | Lage            | Feste                   | Anfang 13. Jahrhundert erwähnt. | geringe Mauerreste.                                                                                        |      | nein |
| Burgstall Wassertheuren                                           | Greifenburg                  | Lage            | Burg                    | wohl nur hölzerne Bauten; Name nicht bekannt; 1245 als „alte Burg“ bezeichnet? | verfallen                                                                                                  |      | nein |
| Burgstall Dabor                                                   | Radenthein                   | Lage            | Feste                   | römisches Kastell? im Volksmund „Burgstall“ genannt. | durch 4 m tiefen Halsgraben geschützt; Kohla erwähnte noch geringe Mauerreste.                             |      | nein |
| Danielsberg                                                       | Reißeck                      | Lage            | befestigte Höhe         | urgeschichtliches, dann römisches Heiligtum. | Befestigungsreste erkennbar.                                                                               |      | nein |
| Dellacher Burgstall                                               | Dellach im Drautal           | Lage            | befestigte Höhe         | langobardisch-karolingische Anlage? | Wall und Graben deutlich erkennbar; Kohla fand auch noch geringe Mauerreste vor.                           |      | nein |
| Burg Dobernig                                                     | Großkirchheim                | Lage?           | Burg                    | | verschollen                                                                                                |      | nein |
| Schloss Döllach                                                   | Großkirchheim                | ungef. Lage?    | Schloss                 | 1365 Gerichtshaus genannt, das angeblich auf altem Schloss errichtet worden war. Anfang 16. Jahrhundert bereits ruinös.                                                                   | Kohla erwähnt das Gerichtshaus als Ruine.                                                                  |      | nein |
| Schloss Dornbach                                                  | Malta                        | Lage            | Wasserschloss           | Mitte 15. Jahrhundert erwähnt; heutiges Gebäude im Wesentlichen im 16. Jahrhundert errichtet.                                                                                             | erhalten; bewohnt.                                                                                         |      | 34203 |
| Schloss Drauhofen                                                 | Lurnfeld                     | Lage            | Schloss                 | Sitz ab 12. Jahrhundert erwähnt. heutiges Schloss im 16. Jahrhundert errichtet und bis zum 18. Jahrhundert etwas ausgebaut.                                                               | erhalten; als Schulgebäude genutzt.                                                                        |      | 61509 |
| Burg Farbenstein (Kirchheimeck, Kirchegg)                         | Heiligenblut am Großglockner | Lage            | Turm                    | romanischer Turm, im 13. und 14. Jahrhundert erwähnt. | Ruine (romanischer Bergfried, gotische Kapelle)                                                            |      | nein |
| Feste Feistritz                                                   | Berg im Drautal              | Lage            | Feste                   | | zerfallen                                                                                                  |      | nein |
| Burg Feldsberg                                                    | Lurnfeld                     | Lage            | Burg                    | Burg ab 13. Jahrhundert genannt; 16. Jahrhundert als Schloss bezeichnet; Verfall ab 17. Jahrhundert. Südlich davon einfacher barocker Bau aus Burgsteinen: „Seilerschloss“ (Salagschloss) | Ruine |      | 46115 |
| Burg Flaschberg                                                   | Oberdrauburg                 | Lage            | Burg                    | ab 1154 genannt; im 16. Jahrhundert als Schloss bezeichnet; Ende 17. Jahrhundert Ruine.                                                                                                   | Ruine |      | 34684 |
| Burgstall Fuchskogel                                              | Spittal an der Drau          | Lage            | Burgstall               | hochmittelalterlicher Burgstall? | Gelände überformt.                                                                                         |      | nein |
| Galgenbichl                                                       | Greifenburg                  | Lage            | befestigter Hügel       | | Halsgraben; laut Kohla Turmspuren.                                                                         |      | nein |
| Burg Gerlamoos                                                    | Steinfeld                    | Lage            | Burg                    | sagenhafte Burgruine unmittelbar oberhalb der Kirche (die wohl aus der ehemaligen Burgkapelle hervorgegangen ist).                                                                        | abgekommen.                                                                                                |      | nein |
| Burg Gmünd                                                        | Gmünd in Kärnten             | Lage            | Burg                    | ab Ende 13. Jahrhundert erwähnt; nach Beschädigung in Ungarnkriegen (1487) instand gesetzt; um 1610 Ausbau. 1886 abgebrannt.                                                              | Ruine |      | 34354 |
| Neues Schloss Gmünd (Schloss Lodron)                              | Gmünd in Kärnten             | Lage            | Schloss                 | Mitte 17. Jahrhundert errichtet; nach Brand 1793 instand gesetzt. | |      | 63816 |
| Stadtbefestigung Gmünd in Kärnten                                 | Gmünd in Kärnten             | Lage            | Stadtbefestigung        | Ringmauer im 14./15. Jahrhundert errichtet; Tore aus 15.–17. Jahrhundert. | Mauer und Tore großteils erhalten.                                                                         |      | 34309 34310 34317 34318 34326 34337 34338 34339 34340 34341 34342 34343 34344 34345 34346 34347 34348 34349 34350 34351 34352 61780 97940 97946 97978 98089 98091 98092 98097 |
| Burgstelle beim Grasbauer                                         | Oberdrauburg                 | ungef. Lage?    | Burg?                   | Burg des 12. Jahrhunderts? Mitte des 20. Jahrhunderts nur Steinhaufen vorhanden. | abgekommen?                                                                                                |      | nein |
| Siedlungsplatz beim Grasbauer                                     | Oberdrauburg                 | Lage            | befestigte Siedlung     | befestigte Siedlung des 7. Jahrhunderts? Mitte des 20. Jahrhunderts noch geringfügige Mauerreste vorhanden.                                                                               | abgekommen                                                                                                 |      | nein |
| Schloss Greifenburg                                               | Greifenburg                  | Lage            | Schloss (ehem. Burg)    | Burg ab 13. Jahrhundert erwähnt. Im 17. Jahrhundert die leerstehende Doppelburg zu einem Schloss umgebaut. Umbauten im 20. Jahrhundert, östlich angrenzende Vorburg 1973 abgerissen.      | umgebaut erhalten.                                                                                         |      | 34358 |
| Untere Greifenburg                                                | Greifenburg                  | Lage            | Burg                    | frühneuzeitlich. | Turmrest.                                                                                                  |      | nein |
| Gröfelhof (Gräfelhof)                                             | Irschen                      | Lage            | Gutshof                 | einfacher Gutshof des 17. Jahrhunderts. | [ 20 ] |      | nein |
| Burg Gronitz                                                      | Lurnfeld                     | Lage            | Burg                    | | verfallen                                                                                                  |      | nein |
| Burg Groppenstein                                                 | Obervellach                  | Lage            | Schloss (ehem. Burg)    | 1254 erwähnt; um 1500 Ausbau. 1873 Erneuerung des damals ruinösen Baus. | erhalten; bewohnt.                                                                                         |      | 34695 |
| Schloss Großkirchheim                                             | Großkirchheim                | Lage            | Doppelschloss           | Gebäude mit 1561 bzw. 1576 bezeichnet; unklar, ob damals Neu- oder Umbau. | erhalten.                                                                                                  |      | 34188 34189 |
| Altes Schloss Großkirchheim                                       | Großkirchheim                | ungef. Lage     | Wasserschloss           | errichtet im 14./15. Jahrhundert. Ruine im 17. Jahrhundert als Schmelze genutzt. 20. Jahrhundert Mauerreste gefunden.                                                                     | abgekommen.                                                                                                |      | nein |
| Schloss Gschieß (Rosenheim; Escheyhof)                            | Baldramsdorf                 | Lage            | Schloss (ehem. Burg)    | Anfang 14. Jahrhundert Burg genannt; später gab es hier nebeneinander eine Turmruine und ein Schlösschen. Verfall 2. Hälfte 19. Jahrhundert. 2. Hälfte 20. Jahrhundert Reste abgerissen.  | abgekommen.                                                                                                |      | nein |
| Heidenschloss (Burgbichl)                                         | Spittal an der Drau          | Lage            | Burgstall               | prähistorische Funde; spätantike Befestigung? | Wall, Graben und Mauerreste erhalten.                                                                      |      | nein |
| Heidenschloss Aschbach                                            | Rennweg am Katschberg        | ungef. Lage     | Feste?                  | sagenhafte Anlage; Reste sollen beim Bau der örtlichen Bauernhöfe verwendet worden sein. spätantike Anlage zur Passsicherung?                                                             | verschollen                                                                                                |      | nein |
| Schloss Heroldeck                                                 | Millstatt am See             | Lage            | Schloss                 | 1912 im Stil des romantischen Historismus errichtet. | |      | 48437 |
| Ringwall Hochgosch                                                | Spittal an der Drau          | Lage            | Wallanlage              | frühmittelalterliche Fluchtburg? | deutlich erhaltene Wallanlage.                                                                             |      | 34371 |
| Hohenburg (bei Oberdrauburg; Rosenbichl, Rosenberg)               | Oberdrauburg                 | Lage            | Burg                    | ab 1375 erwähnte Burg, mehrfach umgebaut bis zum 16. Jahrhundert; erst ab 2. Hälfte des 19. Jahrhunderts verfallen.                                                                       | Ruine |      | 34685 |
| Hohenburg (bei Pusarnitz)                                         | Lurnfeld                     | Lage            | Burg                    | Burg ab 1142 erwähnt; Mitte des 15. Jahrhunderts zerstört. | Ruine |      | 46114 |
| Jasinger Bödenle                                                  | Trebesing                    | Lage            | Befestigung             | sagenhafte Burgruine; römisches Kastell? | weitgehend abgekommen durch Schottergrube im 20. Jahrhundert                                               |      | nein |
| Burg Kolbnitz                                                     | Reißeck                      | ungef. Lage?    | Burg                    | im 14./15. Jahrhundert Turm erwähnt. | verfallen.                                                                                                 |      | nein |
| Wehrkirche Kolbnitz                                               | Reißeck                      | Lage            | Wehrkirche              | wohl im 15. Jahrhundert befestigt. | Schlüsselscharte im Turm.                                                                                  |      | 68144 |
| Kolm (bei Dellach)                                                | Dellach im Drautal           | Lage            | Befestigung             | römisches Kastell? | abgeflachte Höhe mit scharfem Rand und künstlichen Erhöhungen. laut Kohla „angeblich römische Mauerreste.“ |      | nein |
| Kolm (bei Seeboden)                                               | Seeboden am Millstätter See  | ungef. Lage?    | Befestigung             | | laut Kohla „angeblich Befestigungsreste.“                                                                  |      | nein |
| Koschacherhof (Pflüglhof)                                         | Malta                        | Lage            | Gutshof                 | im 15. und 16. Jahrhundert erwähnter Gutshof/Gewerkensitz. | umgebaut erhalten; Beherbergungsbetrieb                                                                    |      | nein |
| Kreuzberg (Türkenschanze, Heidentempel)                           | Weißensee                    | ungef. Lage?    | Befestigung             | | im 19. Jahrhundert noch Erdbefestigung, Mauerreste und Kapellenruine erkennbar.                            |      | nein |
| Schloss Kronsegg                                                  | Malta                        | Lage            | Schloss                 | erbaut Ende 16. Jahrhundert. ab 1900 Verfall, 1962 abgerissen. | abgekommen (durch Schulneubau ersetzt).                                                                    |      | nein |
| Wallanlagen Lengholz (Kams)                                       | Kleblach-Lind                | ungef. Lage?    | Wallanlage              | alte, vermutlich befestigte Siedlungsplätze. | Wallanlagen                                                                                                |      | nein |
| Burg Launsberg                                                    | Obervellach                  | ungef. Lage?    | Burg                    | nur um 1300 erwähnt. | verschollen.                                                                                               |      | nein |
| Burg Leobenegg                                                    | Krems in Kärnten             | Lage            | Burg                    | ab 1208 genannt. im 17. Jahrhundert verfallen. | verfallen.                                                                                                 |      | nein |
| Wehrkirche Lieseregg                                              | Seeboden am Millstätter See  | Lage            | Wehrkirche              | gotische Kirche aus der 2. Hälfte des 15. Jahrhunderts. 1908 bei Friedhofserweiterung Großteil der Wehrmauer abgetragen.                                                                  | im Süden Rest der Wehrmauer mit Schießscharten erhalten.                                                   |      | 62409 |
| Befestigung bei Lieserhofen                                       | Seeboden am Millstätter See  | ungef. Lage?    | Befestigung             | römische Funde | |      | nein |
| Obere Burg Lind                                                   | Kleblach-Lind                | Lage            | Burg                    | kleine romanische Hausburg von ca. 1000; bis zum 14. Jahrhundert erwähnt. | verfallen; Grundmauerreste erkennbar; teils abgerutscht.                                                   |      | nein |
| Untere Burg Lind                                                  | Kleblach-Lind                | Lage            | Burg                    | kleine Burg des 13. Jahrhunderts; bis zum 15. Jahrhundert erwähnt. | verfallen; Turmrest erkennbar. ehemalige Burgkapelle erhalten.                                             |      | 68141 (nur ehem. Burgkapelle) |
| Litzelhof (in Sagritz) (Propsthof)                                | Großkirchheim                | Lage            | Wehrpropstei/Gutshof    | befestigte Propstei; an deren Stelle im 16. Jahrhundert Schlösschen errichtet. 1935 Anbau.                                                                                                | umgebaut erhalten, Pfarrhof.                                                                               |      | 34789 |
| Schloss Litzlhof (in Lendorf)                                     | Lendorf                      | Lage            | Schloss                 | Herrenhaus im 16. Jahrhundert errichtet; Anfang des 20. Jahrhunderts aufgestockt und ausgebaut als Schule.                                                                                | umgebaut erhalten.                                                                                         |      | 18390 |
| Burgstall Luginsland (Burg Zmöln)                                 | Spittal an der Drau          | Lage            | Befestigung             | lange für mittelalterlichen Burgrest gehalten; laut Ausgrabungen in 1990ern jedoch spätantike Kleinbefestigung.                                                                           | Wall, Mauerrest.                                                                                           |      | nein |
| Schloss Malenthein                                                | Trebesing                    | Lage            | Schloss                 | Gewerkensitz/Jagdschloss aus dem 16. Jahrhundert. | |      | 47786 |
| Wehrkirche Malta                                                  | Malta                        | Lage            | Wehrkirche              | ältere Kirche vom 13. bis 15. Jahrhundert ausgebaut. | Friedhofsmauer nur im Süden hoch erhalten.                                                                 |      | 109323 |
| Maximiliansburg                                                   | Spittal an der Drau          | Lage            | Burg                    | | verfallen                                                                                                  |      | nein |
| Wehrstift Millstatt                                               | Millstatt am See             | Lage            | Wehrstift               | Kloster ab 11. Jahrhundert. Um 1470 Ausbau zur Festung; Ordensschloss errichtet. Kloster 1773 aufgelöst.                                                                                  | Gebäude weitgehend erhalten.                                                                               |      | 21751 34661 115716 |
| Wehrkirche Möllbrücke                                             | Lurnfeld                     | Lage            | Wehrkirche              | frühgotische Kirche (um 1300 errichtet), 1473 befestigt. | nur mehr Schießscharte am Westgiebel erhalten.                                                             |      | 62564 |
| Möllner Riegel                                                    | Lurnfeld                     | Lage            | Befestigung?            | | laut Kohla „angeblich Befestigungsspuren“                                                                  |      | nein |
| Burg Mölltheuer (Penk, Roithnerschloss)                           | Reißeck                      | Lage            | Burg                    | im 13. Jahrhundert Turm erwähnt; später Renaissancebau errichtet. | Ruine |      | 71143 |
| Wehrkirche Molzbichl                                              | Spittal an der Drau          | Lage            | Wehrkirche              | Kirche über karolingischem Kern. | Befestigung abgekommen.                                                                                    |      | 62532 |
| Gut Neuberg                                                       | Krems in Kärnten             | ungef. Lage?    | Gutshof/Gewerkensitz    | Gewerkensitz aus der ersten Hälfte des 16. Jahrhunderts. 1860 werden Gut und Ruine in Gde. Kremsbrücke erwähnt.                                                                           | Ruine |      | nein |
| Schloss Neustein (Flattachhof)                                    | Steinfeld                    | Lage            | Schloss                 | im 16. Jahrhundert als Gewerkensitz errichtet. | umgebaut erhalten; bewohnt.                                                                                |      | 34885 |
| Schloss Niederfalkenstein (Unterfalkenstein)                      | Obervellach                  | Lage            | Schloss (ehem. Vorburg) | ursprünglich Vorturm für Oberfalkenstein. ab 1307 eigens genannt, als Feste (im 14.) bzw. als Schloss (im 15. Jahrhundert). Ende 17. Jahrhundert Ruine. Um 1900 wiederhergestellt.        | restauriert; bewohnt.                                                                                      |      | 34694 |
| Burg 1 Oberdrauburg                                               | Oberdrauburg                 | Lage            | Burg                    | vielleicht im 9. Jahrhundert gegründet; im 12. Jahrhundert ausgebaut? | verfallen; Turmrest erkennbar.                                                                             |      | nein |
| Burg 2 Oberdrauburg                                               | Oberdrauburg                 | Lage            | Burg                    | vielleicht im 10. Jahrhundert gegründet; im 13. Jahrhundert ausgebaut? | verfallen; Turmrest erkennbar. teilweise durch Steinbruch abgekommen.                                      |      | nein |
| Burgstelle 3 Oberdrauburg                                         | Oberdrauburg                 | Lage            | Turm                    | römerzeitlicher Turm zur Sicherung der Straße; im Frühmittelalter ausgebaut. | verfallen; Turmrest erkennbar.                                                                             |      | nein |
| Burg 4 Oberdrauburg                                               | Oberdrauburg                 | Lage            | Straßensperre           | römische Straßensperre mit drei Türmen, auch frühmittelalterlich verwendet. Später in die Marktbefestigung einbezogen.                                                                    | verfallen; spärliche Mauerreste erkennbar.                                                                 |      | nein |
| Marktbefestigung Oberdrauburg                                     | Oberdrauburg                 | Lage            | Marktbefestigung        | Mauer rund um den Ort; Brückentor, Ost- und Westturm; Türme im 19. Jahrhundert geschleift.                                                                                                | abgekommen                                                                                                 |      | nein |
| Schloss Oberdrauburg                                              | Oberdrauburg                 | Lage            | Schloss                 | ehem. Torburg des Osttores zum Markt; ab 15. Jahrhundert als Schloss bezeichnet. Im Zweiten Weltkrieg zerstört; durch Neubau ersetzt.                                                     | abgekommen                                                                                                 |      | nein |
| Burg Oberfalkenstein                                              | Obervellach                  | Lage            | Burg                    | erwähnt ab 1160. im 16. Jahrhundert baufällig, seit 17. Jahrhundert Ruine. | Ruine |      | 34693 |
| Faulturm Obervellach (Turm Kogel, Turm Kegel)                     | Obervellach                  | Lage            | Wehrturm                | 1366 erstmals erwähnt. | Ruine |      | 3535 |
| Wehrfriedhof Obervellach                                          | Obervellach                  | Lage            | Wehrkirche              | spätgotische Kirche; Befestigung (Wehrmauer und Friedhofstürme) von 1490. | besterhaltene Wehrkirche Oberkärntens, 4 m hohe Wehrmauer und zwei der ehemals vier Türme.                 |      | 110502 |
| Turm Obervellach (Faulturm, Turm zu Vellach)                      | Obervellach                  | ungef. Lage?    | Wehrturm                | um 1330 erstmals erwähnt; von Valvasor noch Ruine gezeichnet. | verschollen                                                                                                |      | nein |
| Ödenbichl                                                         | Berg im Drautal              | Lage            | Feste                   | römische Befestigung | zerfallen                                                                                                  |      | nein |
| Ödenfest (Ödbichl)                                                | Berg im Drautal              | Lage            | Burg                    | spätantike Mauerreste? | zerfallen                                                                                                  |      | nein |
| Burg Ödenfest (Malenthein, Rauchenfest, Edenfest, Hochmalta)      | Malta                        | Lage            | Burg                    | seit 1. Hälfte 12. Jahrhundert genannt; Verfall seit 15. Jahrhundert. | Ruine |      | 20253 |
| Obere Ortenburg                                                   | Baldramsdorf                 | Lage            | Burg                    | Hauptburg der Burgengruppe; romanische Burg; gotisch erweitert bis ins 17. Jahrhundert.                                                                                                   | Ruine |      | 34897 |
| Vorburg Ortenburg                                                 | Baldramsdorf                 | Lage            | Vorburg                 | aus dem 15. bis 17. Jahrhundert; damit jüngster Teil der Burgengruppe. | Ruine |      | 48491 |
| Mittlere Ortenburg                                                | Baldramsdorf                 | Lage            | Burg                    | um 1400 errichtet. | Ruine |      | 48491 |
| Untere Ortenburg                                                  | Baldramsdorf                 | Lage            | Burg                    | 1444 erwähnt; 1480 von Ungarn zerstört. wiederaufgebaut; 1690 Erdbebenschäden; 1780 noch teilweise bewohnbar.                                                                             | Ruine |      | 48491 |
| Motte Ortenburg                                                   | Baldramsdorf                 | Lage            | Motte                   | Hausberg 2. Hälfte 11. Jahrhundert; Turm aus 13. Jahrhundert. | Ruine |      | 48491 |
| Schloss Ortenburg (Paternschloss, Schloss Unterhaus)              | Baldramsdorf                 | Lage            | Schloss                 | 1773 errichtet, zunächst Kloster; dann Mietshaus. | erhalten; als Heimatmuseum genutzt.                                                                        |      | 63511 |
| Kirchbühel Ötting                                                 | Oberdrauburg                 | Lage            | Befestigung             | | |      | nein |
| Patriari                                                          | Trebesing                    | Lage            | Kastell                 | römisches Kastell. | abgekommen; im 20. Jahrhundert noch Ruine erkennbar.                                                       |      | nein |
| Schloss Porcia                                                    | Spittal an der Drau          | Lage            | Schloss                 | Palast Anfang 16. Jahrhundert errichtet; im 17. Jahrhundert ausgeschmückt. | erhalten; als Museum genutzt.                                                                              |      | 34880 |
| Wehrkirche Pusarnitz                                              | Lurnfeld                     | Lage            | Wehrkirche              | spätgotische Wehrkirche; barock umgebaut. um 1840 Wehrmauer abgetragen. | Befestigung abgekommen.                                                                                    |      | 62725 |
| Burg Radlach                                                      | Greifenburg                  | Lage            | Burg                    | Burgsiedlung; 1503 Burgstall bei der Radlacher Brücke erwähnt. | durch Graben und Wall geschützt; Mauerzüge erkennbar.                                                      |      | nein |
| Schloss Raggnitz                                                  | Steinfeld                    | Lage            | Schloss                 | seit 14. Jahrhundert Gut genannt. heutiger Bau aus dem 18. Jahrhundert; später umgestaltet.                                                                                               | umgebaut erhalten; bewohnt.                                                                                |      | 34886 |
| Rangersburg                                                       | Rangersdorf                  | Lage            | Burg                    | 1278 zerstört. | verfallen                                                                                                  |      | nein |
| Burg Rauchenkatsch (Rauhenkatz, Schloss Alt-Rauchenkatsch)        | Kremsbrücke                  | Lage            | Burg                    | romanische Burg, bis zum 16. Jahrhundert erweitert und genutzt. Ruine bei Straßenbau 1964 teils gesprengt.                                                                                | Ruine, teils abgekommen.                                                                                   |      | nein |
| Obere Burg Rauchenkatsch                                          | Kremsbrücke                  | ungef. Lage?    | Burg                    | 1197 genannt. | verschollen                                                                                                |      | nein |
| Schloss Rauchenkatsch (Rauhenkatz, Neu-Rauchenkatsch)             | Kremsbrücke                  | Lage            | Schloss                 | unvollendet; im 20. Jahrhundert als Revierförsterei genutzt, dann im Zuge des Autobahnbaus zerstört.                                                                                      | abgekommen; heute verläuft dort Autobahn.                                                                  |      | nein |
| Rojachhof (Schloss Loibenegg)                                     | Lendorf                      | Lage            | Schloss                 | Gutshof ab 14. Jahrhundert genannt; 17. Jahrhundert Schloss der Rainwalden. | umgebaut erhalten; als Hotel genutzt.                                                                      |      | nein |
| Schloss Rothenthurn                                               | Spittal an der Drau          | Lage            | Schloss                 | im 15. Jahrhundert Gutshof erwähnt; Schloss im 16. Jahrhundert errichtet. | mehrfach umgebaut erhalten; bewohnt.                                                                       |      | 34727 |
| Burg Rottenstein (b. Bad Kleinkirchheim)                          | Bad Kleinkirchheim           | ungef. Lage?    | Burg?                   | 1207 erwähnt? | verschollen                                                                                                |      | nein |
| Burg Rottenstein (b. Radlach) (Radlacher Turm, Breslawesburg)     | Greifenburg                  | Lage            | Burg                    | ab 12. Jahrhundert erwähnt. 1328 als zerstört bezeichnet, kurz danach aufgebaut. Verfall 2. Hälfte 16. Jahrhundert.                                                                       | Ruine |      | nein |
| Befestigungsanlage Sachsenburg                                    | Sachsenburg                  | Lage            | Ortsbefestigung         | Befestigung ab frühem 13. Jahrhundert. | |      | 34779 34780 34782 34783 34785 34786 34787 34788 48870 129140 |
| Oberes Schloss Sachsenburg                                        | Sachsenburg                  | Lage            | Burg                    | schon frühgeschichtlich befestigt. Mauerreste aus 7. Jahrhundert? mittelalterliche Burg, im 16. Jahrhundert noch erhalten; 1688 öd. befestigt in Franzosenkriegen.                        | verfallen                                                                                                  |      | 34779 |
| Mittleres Schloss Sachsenburg                                     | Sachsenburg                  | Lage            | Burg                    | Hausburg des 13. Jahrhunderts; im 15. Jahrhundert Schloss erwähnt; 1688 öd. | spärliche Ruinen                                                                                           |      | 34779 |
| Unteres Schloss Sachsenburg                                       | Sachsenburg                  | Lage            | Burg                    | 15. Jahrhundert erwähnt; 1688 öd. | spärliche Ruinen                                                                                           |      | 34779 |
| Kastell bei St. Johann im Walde                                   | Irschen                      | Lage            | Kastell                 | römisches Kastell | Befestigungsreste                                                                                          |      | nein |
| Wehrkirche St. Peter in Holz                                      | Lendorf                      | Lage            | Wehrkirche              | Bau des 14./15. Jahrhunderts. | Befestigung abgekommen.                                                                                    |      | 63208 |
| Wehrkirche St. Peter in Tweng                                     | Radenthein                   | Lage            | Wehrkirche              | Kirche 1481 gegen Türken befestigt. | |      | 63197 |
| Schlossmoar Rottenstein                                           | Greifenburg                  | Lage            | Meierhof                | ehemaliger Meierhof der Burg. | Nebengebäude (Kasten?) erhalten.                                                                           |      | nein |
| Schröttelhof                                                      | Oberdrauburg                 | Lage            | Gutshof                 | Sitz zumindest ab Spätmittelalter; heutiger Bau im 16. Jahrhundert errichtet. mehrmals umgebaut.                                                                                          | umgebaut erhalten.                                                                                         |      | nein |
| Schloss Schüttbach (Aich)                                         | Baldramsdorf                 | Lage            | Schloss                 | Hof 1380 genannt; Schloss 1529 erbaut. 1916 ausgebaut; bei Hochwasser 1966 zerstört, Ruine 1973 gesprengt.                                                                                | Schloss abgekommen; ruinöses Nebengebäude erhalten.                                                        |      | nein |
| Seilerschloss (Salagschloss)                                      | Lurnfeld                     | Lage            |                         | einfacher barocker Bau aus Burgsteinen. | bewohnt.                                                                                                   |      | nein |
| Singerhof (Berggericht; Plazottahaus, Porciahaus)                 | Steinfeld                    | Lage            | befestigter Hof         | Berggerichtsgebäude aus dem 16. Jahrhundert; ursprünglich dreigeschoßig; mit Ecktürmen und Schießscharten. zweite Hälfte 20. Jahrhundert Kinderheim.                                      | weitgehend erhalten (ein Turm 2. Hälfte 20. Jahrhundert abgerissen)                                        |      | 63389 |
| Burg Söbriach (Turmmauer)                                         | Obervellach                  | Lage            | Burg                    | Burg 1256 genannt; 1403 Turm; 1462 Burgstall. | verfallen.                                                                                                 |      | nein |
| Burg Sommeregg (Sommereck)                                        | Seeboden am Millstätter See  | Lage            | Burg                    | 1187 genannt; um 1490 zerstört; aufgebaut und erweitert bis zur Renaissancezeit; bis ins 19. Jahrhundert bewohnt.                                                                         | Ruine |      | 34871 |
| Schlössl Sommeregg                                                | Seeboden am Millstätter See  | Lage            | Nebengebäude der Burg   | spätgotisch. | umgebaut erhalten.                                                                                         |      | nein |
| Vicedomgebäude Spittal                                            | Spittal an der Drau          | Lage            | Amtsgebäude             | 1537 errichtet als Amthaus der Grafschaft, Sitz des Landgerichts. | erhalten; als Rathaus genutzt.                                                                             |      | 62951 |
| Burg Stall                                                        | Stall                        | Lage            | Burg                    | Burg 1197 genannt. Ende des 13. Jahrhunderts zerstört (danach wohl Burg Wildegg errichtet).                                                                                               | verfallen                                                                                                  |      | nein |
| Schloss Stall                                                     | Stall                        | Lage            | Schloss                 | in den 1460ern errichtet. mehrmals umgebaut. | stark umgebaut erhalten; als Schulgebäude genutzt.                                                         |      | nein |
| Wehrturm Stall                                                    | Stall                        | Lage            | Turm                    | alter Wehrturm; 1670 baufällig, zu Pfarrhof umgebaut. | (abgekommen?)                                                                                              |      | nein |
| Schloss Stein (bei Dellach)                                       | Dellach im Drautal           | Lage            | Schloss (ehem. Burg)    | 1190 genannt; ab 15. Jahrhundert als Schloss bezeichnet. | Gebäude weitgehend im Originalzustand erhalten                                                             |      | 34185 |
| Vorturm Stein (b. Dellach)                                        | Dellach im Drautal           | Lage            | Vorwerk                 | romanischer Bergfried. | Ruine |      | 34185 |
| Burg Stein (bei Winklern)                                         | Dellach im Drautal           | ungef. Lage?    | Burg?                   | sagenhafte Ruine. | |      | nein |
| Burg Steinfeld                                                    | Dellach im Drautal           | ungef. Lage     | Festung?                | sagenhafte Burgruine. | |      | nein |
| Tabor                                                             | Lurnfeld                     | Lage?           | sagenhafte Fluchtburg   | | |      | nein |
| Römische Stadt Teurnia                                            | Lendorf                      | Lage            | Befestigte Stadt        | römische Siedlung; im 5./6. Jahrhundert Bischofssitz und Sitz des Statthalters; 591 zerstört.                                                                                             | Ausgrabungen                                                                                               |      | 130230 |
| Schloss Trabuschgen                                               | Obervellach                  | Lage            | Schloss                 | einfacher Bau des 16. Jahrhunderts (Hof und Turm schon früher genannt); Anfang des 18. Jahrhunderts umgestaltet.                                                                          | |      | 34692 |
| Treffling                                                         | Seeboden am Millstätter See  | ungef. Lage?    | Turm                    | 2=turmähnliche Anlage; besteht Zusammenhang mit nahem Ortsnamen Trasischk (slaw., = Wachtstätte)?                                                                                         | |      | nein |
| Türgghaus (Türkenhof)                                             | Krems in Kärnten             | Lage            | Gutshof                 | Gutshof: Gewerkensitz des 16. Jahrhunderts; im 19. Jahrhundert umgebaut. | erhalten.                                                                                                  |      | 67556 |
| Turm Tweng                                                        | Radenthein                   | ungef. Lage?    | Turm                    | Turm 1354 genannt. | verschollen                                                                                                |      | nein |
| Burg Umadumbichl                                                  | Lendorf                      | Lage?           | Burg                    | | verfallen                                                                                                  |      | nein |
| Wallanlage Urschitz                                               | Weißensee                    | ungef. Lage?    | Wallanlage              | urgeschichtliche Keramikfunde. | laut Kohla deutlich erkennbar.                                                                             |      | nein |
| Franzosenschanze Waisach                                          | Greifenburg                  | Lage?           | Wallanlage              | Erdwälle; im Volksmund Franzosenschanze genannt. | |      | nein |
| Burg Weidegg (Feistritzschlössl, Sonnenburg, Mühlbacher Schlössl) | Malta                        | Lage            | Burg                    | frühromanischer Turm; aber auch deutlich jüngere Bauten (in Verbindung mit Bergbau?) | Ruine |      | 10439 |
| Burg Wildegg                                                      | Stall                        | Lage            | Burg                    | gotische Burg (um 1400 anstelle der Burg Stall errichtet?), in Renaissancezeit umgebaut. im 17. Jahrhundert Niedergang, im 18. Jahrhundert Verfall.                                       | Ruine |      | 7513 |
| Mautturm Winklern                                                 | Winklern                     | Lage            | Burg                    | um 1300 errichteter Wehrturm (damals Teil einer Burg, die bis ins 15. Jahrhundert erwähnt wird); im 15. Jahrhundert auf doppelte Höhe aufgestockt. 1865 renoviert, wieder überdacht.      | erhalten, als Ausstellungsraum genutzt.                                                                    |      | 35183 |
| Turm Zettau                                                       | Millstatt am See             | ungef. Lage?    | Turm                    | Mitte 15. Jahrhundert mehrmals erwähnt. | verschollen                                                                                                |      | nein |

## Bemerkungen
1. ↑  H. Wiessner, M. Vyoral-Tschapka: Burgen und Schlösser in Kärnten. Hermagor – Spittal – Villach. 2. erw. Auflage. Birken, Wien 1986. S. 124.
2. ↑  Karl Kafka: Wehrkirchen Kärntens I. Birken-Verlag, Wien. 1971. S. 20.
3. ↑  Karl Kafka: Wehrkirchen Kärntens I. Birken-Verlag, Wien. 1971. S. 25.
4. ↑  Karl Kafka: Wehrkirchen Kärntens I. Birken-Verlag, Wien. 1971. S. 26 f.
5. ↑  Koordinaten verweisen auf eine Stelle, die Kohlas Beschreibung („terrassierte Kuppe, nächst Griebitsch, Kote 930, über dem Medritschbach“) am ehesten entspricht.
6. ↑  laut Kohla „westlich von Rauchenkatsch, noch nicht fixiert.“ Koordinaten verweisen auf langgezogenen Hangrücken Burgstall.
7. ↑  laut Kohla in der Umgebung von Putschall, aber nicht einmal sicher, ob nördlich oder südlich des Gradenbachs; er hält sogar einen Burgstall bei Sagritz als Standort für möglich. Auf jenen Burgstall verweisen auch die Koordinaten - sowohl die Hofnamen (Oberer- und Unterer Burgstaller) in der näheren Umgebung als auch die Geländestruktur sprechen für diesen Standort.
8. ↑  laut Kohla Gerichtshausruine südlich von Döllach, östlich der Hauptstraße.
9. ↑  H. Wiessner, M. Vyoral-Tschapka: Burgen und Schlösser in Kärnten. Hermagor – Spittal – Villach. 2. erw. Auflage. Birken, Wien 1986. S. 45 f.
10. ↑  H. Wiessner, M. Vyoral-Tschapka: Burgen und Schlösser in Kärnten. Hermagor – Spittal – Villach. 2. erw. Auflage. Birken, Wien 1986. S. 46 ff.
11. ↑  H. Wiessner, M. Vyoral-Tschapka: Burgen und Schlösser in Kärnten. Hermagor – Spittal – Villach. 2. erw. Auflage. Birken, Wien 1986. S. 52 f.
12. ↑  H. Wiessner, M. Vyoral-Tschapka: Burgen und Schlösser in Kärnten. Hermagor – Spittal – Villach. 2. erw. Auflage. Birken, Wien 1986. S. 53 f.
13. ↑  H. Wiessner, M. Vyoral-Tschapka: Burgen und Schlösser in Kärnten. Hermagor – Spittal – Villach. 2. erw. Auflage. Birken, Wien 1986. S. 58 ff.
14. ↑  H. Wiessner, M. Vyoral-Tschapka: Burgen und Schlösser in Kärnten. Hermagor – Spittal – Villach. 2. erw. Auflage. Birken, Wien 1986. S. 60 f.
15. ↑  Werner Knapp: Zur Burgenkunde Kärntens. In: Carinthia I, 1958, S. 316 f.
16. ↑  Werner Knapp: Zur Burgenkunde Kärntens. In: Carinthia I, 1958, S. 314 f.
17. ↑  H. Wiessner, M. Vyoral-Tschapka: Burgen und Schlösser in Kärnten. Hermagor – Spittal – Villach. 2. erw. Auflage. Birken, Wien 1986. S. 62 ff.
18. ↑  H. Wiessner, M. Vyoral-Tschapka: Burgen und Schlösser in Kärnten. Hermagor – Spittal – Villach. 2. erw. Auflage. Birken, Wien 1986. S. 64 ff.
19. ↑  H. Wiessner, M. Vyoral-Tschapka: Burgen und Schlösser in Kärnten. Hermagor – Spittal – Villach. 2. erw. Auflage. Birken, Wien 1986. S. 100 f.
20. ↑  Das Gebäude hinter Gröfelhof Nr. 9 entspricht vom Grundriss exakt der südöstlichen Hälfte des im Franziszeischen Katasters eingezeichneten Gröfelhofs.
21. ↑  H. Wiessner, M. Vyoral-Tschapka: Burgen und Schlösser in Kärnten. Hermagor – Spittal – Villach. 2. erw. Auflage. Birken, Wien 1986. S. 68 f.
22. ↑  H. Wiessner, M. Vyoral-Tschapka: Burgen und Schlösser in Kärnten. Hermagor – Spittal – Villach. 2. erw. Auflage. Birken, Wien 1986. S. 69 ff.
23. ↑  H. Wiessner, M. Vyoral-Tschapka: Burgen und Schlösser in Kärnten. Hermagor – Spittal – Villach. 2. erw. Auflage. Birken, Wien 1986. S. 70.
24. ↑  im Franziszeischen Kataster fälschlich als Litzlhof bezeichnet.
25. ↑  Kordula Gostencnik: Die Ausgrabungen auf dem „Lug ins Land“ bei Molzbichl von 1992 bis 1995 - Ein Vorbericht. in Carinthia I, Jg. 190, Geschichtsverein für Kärnten, 2000. S. 104.
26. ↑  H. Wiessner, M. Vyoral-Tschapka: Burgen und Schlösser in Kärnten. Hermagor – Spittal – Villach. 2. erw. Auflage. Birken, Wien 1986. S. 53 f., 71 f.
27. ↑  laut Kohla auf Rückfallkuppe südlich der Möll, südlich von Kolbnitz.
28. ↑  Karl Kafka: Wehrkirchen Kärntens I. Birken-Verlag, Wien. 1971. S. 92 f.
29. ↑  H. Wiessner, M. Vyoral-Tschapka: Burgen und Schlösser in Kärnten. Hermagor – Spittal – Villach. 2. erw. Auflage. Birken, Wien 1986. S. 97.
30. ↑  H. Wiessner, M. Vyoral-Tschapka: Burgen und Schlösser in Kärnten. Hermagor – Spittal – Villach. 2. erw. Auflage. Birken, Wien 1986. S. 82.
31. ↑  H. Wiessner, M. Vyoral-Tschapka: Burgen und Schlösser in Kärnten. Hermagor – Spittal – Villach. 2. erw. Auflage. Birken, Wien 1986. S. 78.
32. ↑  Karl Kafka: Wehrkirchen Kärntens I. Birken-Verlag, Wien. 1971. S. 114 ff.
33. ↑  laut Kohla südlich von Lieserhofen, auf niedrigem alleinstehenden Hügel bei Lurnbichl, nahe der alten Straße. Zu Kohlas Zeiten gab es die Autobahn noch nicht; blieben die Befestigungsreste erhalten?
34. ↑  H. Wiessner, M. Vyoral-Tschapka: Burgen und Schlösser in Kärnten. Hermagor – Spittal – Villach. 2. erw. Auflage. Birken, Wien 1986. S. 78 f.
35. ↑  H. Wiessner, M. Vyoral-Tschapka: Burgen und Schlösser in Kärnten. Hermagor – Spittal – Villach. 2. erw. Auflage. Birken, Wien 1986. S. 78 f.
36. ↑  H. Wiessner, M. Vyoral-Tschapka: Burgen und Schlösser in Kärnten. Hermagor – Spittal – Villach. 2. erw. Auflage. Birken, Wien 1986. S. 106 f.
37. ↑  H. Wiessner, M. Vyoral-Tschapka: Burgen und Schlösser in Kärnten. Hermagor – Spittal – Villach. 2. erw. Auflage. Birken, Wien 1986. S. 80.
38. ↑  Kordula Gostencnik: Die Ausgrabungen auf dem „Lug ins Land“ bei Molzbichl von 1992 bis 1995 - Ein Vorbericht. in Carinthia I, Jg. 190, Geschichtsverein für Kärnten, 2000. S. 101–112.
39. ↑  H. Wiessner, M. Vyoral-Tschapka: Burgen und Schlösser in Kärnten. Hermagor – Spittal – Villach. 2. erw. Auflage. Birken, Wien 1986. S. 98.
40. ↑  Karl Kafka: Wehrkirchen Kärntens I. Birken-Verlag, Wien. 1971. S. 119.
41. ↑  H. Wiessner, M. Vyoral-Tschapka: Burgen und Schlösser in Kärnten. Hermagor – Spittal – Villach. 2. erw. Auflage. Birken, Wien 1986. S. 82 f.
42. ↑  Karl Kafka: Wehrkirchen Kärntens II. Birken-Verlag, Wien. 1972. S. 11 f.
43. ↑  Karl Kafka: Wehrkirchen Kärntens II. Birken-Verlag, Wien. 1972. S. 12 f.
44. ↑  H. Wiessner, M. Vyoral-Tschapka: Burgen und Schlösser in Kärnten. Hermagor – Spittal – Villach. 2. erw. Auflage. Birken, Wien 1986. S. 76 f.
45. ↑  „am östlichen Ortsende von Innerkrems.“
46. ↑  H. Wiessner, M. Vyoral-Tschapka: Burgen und Schlösser in Kärnten. Hermagor – Spittal – Villach. 2. erw. Auflage. Birken, Wien 1986. S. 84 f.
47. ↑  H. Wiessner, M. Vyoral-Tschapka: Burgen und Schlösser in Kärnten. Hermagor – Spittal – Villach. 2. erw. Auflage. Birken, Wien 1986. S. 49 ff.
48. ↑  H. Wiessner, M. Vyoral-Tschapka: Burgen und Schlösser in Kärnten. Hermagor – Spittal – Villach. 2. erw. Auflage. Birken, Wien 1986. S. 85 ff.
49. ↑  H. Wiessner, M. Vyoral-Tschapka: Burgen und Schlösser in Kärnten. Hermagor – Spittal – Villach. 2. erw. Auflage. Birken, Wien 1986. S. 49 ff.
50. ↑  H. Wiessner, M. Vyoral-Tschapka: Burgen und Schlösser in Kärnten. Hermagor – Spittal – Villach. 2. erw. Auflage. Birken, Wien 1986. S. 88 f.
51. ↑  Karl Kafka: Wehrkirchen Kärntens II. Birken-Verlag, Wien. 1971. S. 14 ff.
52. ↑  H. Wiessner, M. Vyoral-Tschapka: Burgen und Schlösser in Kärnten. Hermagor – Spittal – Villach. 2. erw. Auflage. Birken, Wien 1986. S. 80.
53. ↑  H. Wiessner, M. Vyoral-Tschapka: Burgen und Schlösser in Kärnten. Hermagor – Spittal – Villach. 2. erw. Auflage. Birken, Wien 1986. S. 91 f.
54. ↑  H. Wiessner, M. Vyoral-Tschapka: Burgen und Schlösser in Kärnten. Hermagor – Spittal – Villach. 2. erw. Auflage. Birken, Wien 1986. S. 112 ff.
55. ↑  Karl Kafka: Wehrkirchen Kärntens II. Birken-Verlag, Wien. 1972. S. 26.
56. ↑  H. Wiessner, M. Vyoral-Tschapka: Burgen und Schlösser in Kärnten. Hermagor – Spittal – Villach. 2. erw. Auflage. Birken, Wien 1986. S. 98 f.
57. ↑  Lage völlig unsicher. Vermutet wird Zusammenhang mit dem Burgstallberg südwestlich von Rauchenkatsch (vgl. Eintrag oben: Burgstall im Liesertal), oder mit Oberdorf (bei Rennweg).
58. ↑  H. Wiessner, M. Vyoral-Tschapka: Burgen und Schlösser in Kärnten. Hermagor – Spittal – Villach. 2. erw. Auflage. Birken, Wien 1986. S. 101 f.
59. ↑  H. Wiessner, M. Vyoral-Tschapka: Burgen und Schlösser in Kärnten. Hermagor – Spittal – Villach. 2. erw. Auflage. Birken, Wien 1986. S. 117 f.
60. ↑  laut Kohla Örtlichkeit unklar. Koordinaten verweisen auf eine kleine Rückfallkuppe.
61. ↑  H. Wiessner, M. Vyoral-Tschapka: Burgen und Schlösser in Kärnten. Hermagor – Spittal – Villach. 2. erw. Auflage. Birken, Wien 1986. S. 102 ff.
62. ↑  H. Wiessner, M. Vyoral-Tschapka: Burgen und Schlösser in Kärnten. Hermagor – Spittal – Villach. 2. erw. Auflage. Birken, Wien 1986. S. 105.
63. ↑  H. Wiessner, M. Vyoral-Tschapka: Burgen und Schlösser in Kärnten. Hermagor – Spittal – Villach. 2. erw. Auflage. Birken, Wien 1986. S. 105.
64. ↑  H. Wiessner, M. Vyoral-Tschapka: Burgen und Schlösser in Kärnten. Hermagor – Spittal – Villach. 2. erw. Auflage. Birken, Wien 1986. S. 105.
65. ↑  H. Wiessner, M. Vyoral-Tschapka: Burgen und Schlösser in Kärnten. Hermagor – Spittal – Villach. 2. erw. Auflage. Birken, Wien 1986. S. 106.
66. ↑  Karl Kafka: Wehrkirchen Kärntens II. Birken-Verlag, Wien. 1972. S. 59.
67. ↑  H. Wiessner, M. Vyoral-Tschapka: Burgen und Schlösser in Kärnten. Hermagor – Spittal – Villach. 2. erw. Auflage. Birken, Wien 1986. S. 104.
68. ↑  H. Wiessner, M. Vyoral-Tschapka: Burgen und Schlösser in Kärnten. Hermagor – Spittal – Villach. 2. erw. Auflage. Birken, Wien 1986. S. 107 f.
69. ↑  H. Wiessner, M. Vyoral-Tschapka: Burgen und Schlösser in Kärnten. Hermagor – Spittal – Villach. 2. erw. Auflage. Birken, Wien 1986. S. 53 f.
70. ↑  H. Wiessner, M. Vyoral-Tschapka: Burgen und Schlösser in Kärnten. Hermagor – Spittal – Villach. 2. erw. Auflage. Birken, Wien 1986. S. 122 ff.
71. ↑  H. Wiessner, M. Vyoral-Tschapka: Burgen und Schlösser in Kärnten. Hermagor – Spittal – Villach. 2. erw. Auflage. Birken, Wien 1986. S. 108 ff.
72. ↑  H. Wiessner, M. Vyoral-Tschapka: Burgen und Schlösser in Kärnten. Hermagor – Spittal – Villach. 2. erw. Auflage. Birken, Wien 1986. S. 110.
73. ↑  H. Wiessner, M. Vyoral-Tschapka: Burgen und Schlösser in Kärnten. Hermagor – Spittal – Villach. 2. erw. Auflage. Birken, Wien 1986. S. 115.
74. ↑  Franz X. Kohla: Kärntens Burgen, Schlösser, Ansitze und wehrhafte Stätten. Ein Beitrag zur Siedlungstopographie. 2. verm. Auflage. Geschichtsverein für Kärnten, Klagenfurt 1973. S. 300. Wird von Kohla von der Burg Wildegg unterschieden, bei Wiessner und im Dehio jedoch unter Wildegg zusammengefasst.
75. ↑  H. Wiessner, M. Vyoral-Tschapka: Burgen und Schlösser in Kärnten. Hermagor – Spittal – Villach. 2. erw. Auflage. Birken, Wien 1986. S. 119.
76. ↑  H. Wiessner, M. Vyoral-Tschapka: Burgen und Schlösser in Kärnten. Hermagor – Spittal – Villach. 2. erw. Auflage. Birken, Wien 1986. S. 119.
77. ↑  H. Wiessner, M. Vyoral-Tschapka: Burgen und Schlösser in Kärnten. Hermagor – Spittal – Villach. 2. erw. Auflage. Birken, Wien 1986. S. 120 ff.
78. ↑  Kohla gibt nur vage „Stein; nordöstlich von Winklern im Mölltal“ an.
79. ↑  laut Kohla „östlich von Mühldorf, Örtlichkeit nicht näher bekannt.“ Koordinaten verweisen auf markante Rückfallkuppe östlich des Taborgrabens.
80. ↑  H. Wiessner, M. Vyoral-Tschapka: Burgen und Schlösser in Kärnten. Hermagor – Spittal – Villach. 2. erw. Auflage. Birken, Wien 1986. S. 89 f.
81. ↑  laut Kohla „am Hügel südlich des Kolmberges“„am Hügel südlich des Kolmberges“.
82. ↑  H. Wiessner, M. Vyoral-Tschapka: Burgen und Schlösser in Kärnten. Hermagor – Spittal – Villach. 2. erw. Auflage. Birken, Wien 1986. S. 47 f.
83. ↑  Lage nicht bekannt; die Koordinaten verweisen auf eine markante Kuppe nahe Obertweng.
84. ↑  laut Kohla auf niedriger Rückfallkuppe nordöstlich von Lendorf; die Koordinaten verweisen auf eine solche Kuppe.
85. ↑  laut Kohla deutliche Wallanlage, „auf der Höhe Urschitz (Kote 1072) westlich des Weißensee-Endes.“ Im Laserscan im etwa 1100 m hohen Gipfelbereich keine Wallanlage erkennbar. Die Koordinaten verweisen auf eine markante, aber sehr kleine Struktur etwas weiter nördlich.
86. ↑  H. Wiessner, M. Vyoral-Tschapka: Burgen und Schlösser in Kärnten. Hermagor – Spittal – Villach. 2. erw. Auflage. Birken, Wien 1986. S. 111 f.
87. ↑  H. Wiessner, M. Vyoral-Tschapka: Burgen und Schlösser in Kärnten. Hermagor – Spittal – Villach. 2. erw. Auflage. Birken, Wien 1986. S. 119 f.
88. ↑  H. Wiessner, M. Vyoral-Tschapka: Burgen und Schlösser in Kärnten. Hermagor – Spittal – Villach. 2. erw. Auflage. Birken, Wien 1986. S. 124 ff.
89. ↑  bei Millstatt bzw. Obermillstatt, genaueres nicht bekannt.

- Karte mit allen Koordinaten:
- OSM |
- WikiMap